# KZ-Nebenlager Klagenfurt-Lendorf
Das KZ-Nebenlager Klagenfurt-Lendorf war ein Außenlager des KZ Mauthausen. Es bestand vom 19. November 1943 bis zum 8. Mai 1945 im Klagenfurter Stadtteil Lendorf. Heute wird die damals angrenzende, ehemalige SS-Junkerschule als Khevenhüller-Kaserne vom österreichischen Bundesheer zur Ausbildung des Jägerbataillons 25 genutzt.

## Geschichte

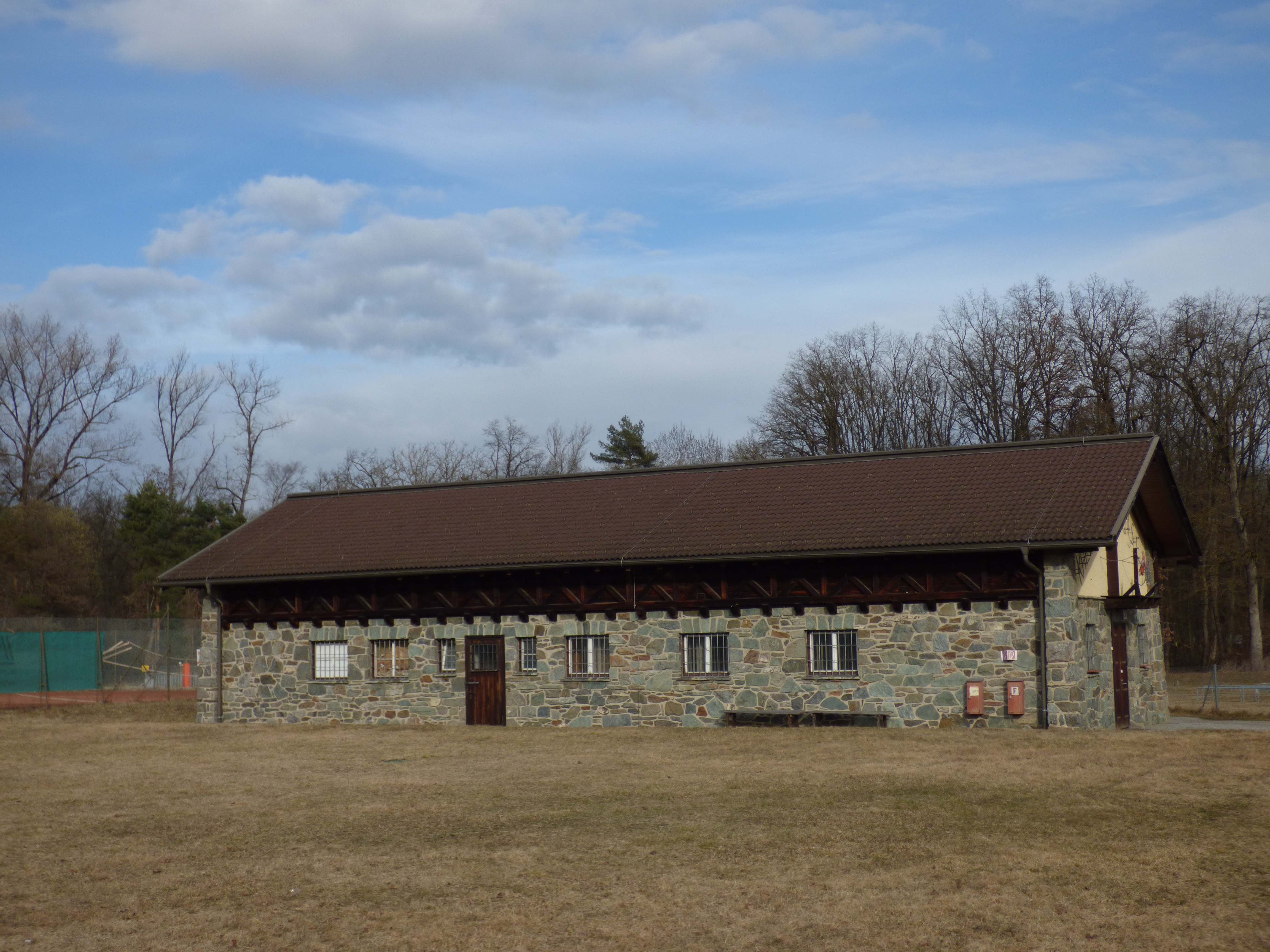
Pferdestall, errichtet von KZ-Häftlingen. Auf der heute unbebauten Fläche im Vordergrund befand sich die KZ-Baracke.

Die bis zu 130 Häftlinge aus dem KZ Mauthausen (Deutsche, Österreicher, Tschechen, Polen, Italiener, Russen, Spanier, Franzosen, zwei Slowenen und ein Serbe) mussten dort für die Waffen-SS Kasernengebäude und eine SS-Junkerschule errichten.
Auftraggeber war die Bauleitung der Waffen-SS und Polizei in Klagenfurt. Die Arbeiten umfassten den Bau von Baracken für Pferde und SS-Junker, den Bau von (zwei?) Luftschutzstollen (unterhalb der Koglsiedlung) und den Bau des Löschwasserteichs und des Schwimmbads. Die Häftlinge wurden auch für die Ausbesserung von zahlreichen Bombenschäden, hauptsächlich im Bereich des Klagenfurter Bahnhofs, herangezogen. Die von einem Stacheldrahtzaun und zwei Wachtürmen umgebene Häftlingsbaracke soll am Kasernenhof gestanden sein, außerhalb des Zauns eine Baracke für die 15 SS-Wachtmannschaft.
Vor der Evakuierung des Lagers am 6. und 7. Mai ins KZ Loibl mussten die Häftlinge die beiden Baracken abreißen.
Am 8. Mai 1945 wurde das Lager aufgelöst.

## Nachnutzung der Kaserne
Während der Besatzungszeit wurde die Kaserne von den britischen Truppen genutzt. Am 22. August 1956 wurde das Jägerbataillon 25 des Bundesheers in der „Kaserne Lendorf“ stationiert. 1967 wurde die Kaserne in „Khevenhüller-Kaserne“ nach Ludwig Andreas von Khevenhüller umbenannt.

## Gedenken
Die Existenz des Außenlagers lag lange im Dunkeln. In einem Schreiben der Kärntner Landesregierung vom 19. Oktober 1954 heißt es: „… wird nach eingehenden Erhebungen berichtet, dass in Klagenfurt ein Aussenlager des ehemaligen KZ-Lagers Mauthausen nie bestanden hat.“
In der Festschrift, die das Jägerbataillon 25 zum 50. Jahrestag seiner Gründung 2006 herausgab, wird die Errichtung von Teilen der Kaserne durch KZ-Häftlinge mit keinem Wort erwähnt. Es heißt dort nur: „Die Kaserne gehört zu den am häufigsten in Publikationen der NS-Zeit besprochenen Militärbauten.“ und „Im Juni 1938 erfolgte der Spatenstich...“
Am 17. September 2007 wurde von Peter Gstettner, dem Vorsitzenden des Mauthausen-Komitees Kärnten/Koroška, und Verteidigungsminister Norbert Darabos in der Kaserne eine Gedenktafel enthüllt. Bei der Feier war auch Rajmund Pajer, der letzte Überlebende des Nebenlagers, anwesend. Danach wurde im Speisesaal der Kaserne die Verfremdung eines Wandgemäldes, das einen Waffen-SS-Soldaten zeigt, durch den Grazer Künstler Richard Kriesche vorgestellt.